# 活动电影放映机

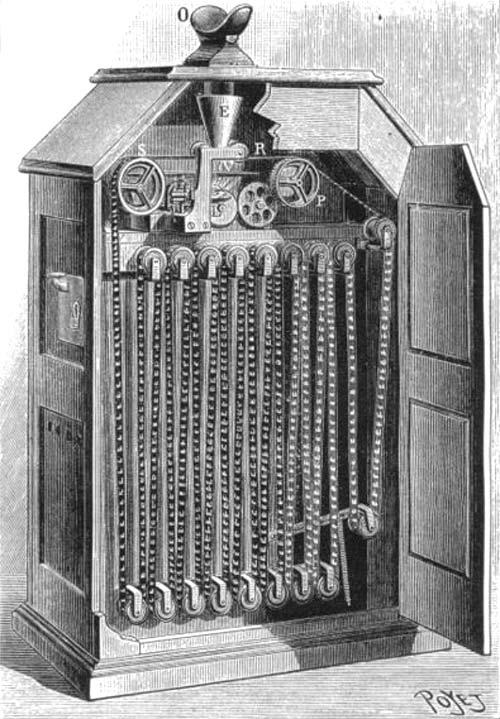
活动电影放映机内部构造，橱柜的上方有一个观看孔

活动电影放映机（Kinetoscope）是一种早期电影显示设备，由托马斯·爱迪生申請專利（並非發明），器件被放置在一个橱柜裡，只能允许一个人通过小窗口观看电影。活动电影放映机引入了电影放映的基本方法，该方法於影片发明前被所有电影放映机采用。它通过在一个光源前高速转动带有连续图片的电影胶片条，从而产生运动的错觉。1888年美国发明家托马斯·爱迪生最早提出这个概念，後来他的员工威廉·肯尼迪·迪克森在1889年和1892年之间极大程度地发展了这个技术。迪克森和他在爱迪生实验室的团队也同时设计了活动电影摄影机，这是一个创新的电影摄影机，可以连续地拍摄图像。在内部试验拍摄电影後，商业的活动电影放映机最终诞生了。
1894年4月，第一场历史性的商业电影放映在纽约举行，一共使用了10台活动电影放映机。作为美国电影文化诞生的机器，活动电影放映机在欧洲也引起了轰动。爱迪生决定放弃申请此设备的国际化专利，使其影响力在全球进一步扩大，出现了数量众多的仿制品，相关技术也得到了很大的提高。1895年，爱迪生發明有声活动电影机。这是一个将活动电影放映机和圆筒唱片留声机结合起来的设备。而受到爱迪生藐视的电影放映机则很快取代了活动电影放映机。爱迪生的公司后来研制的许多放映机设备依旧使用“活动电影放映机”这个名字。

## 发展

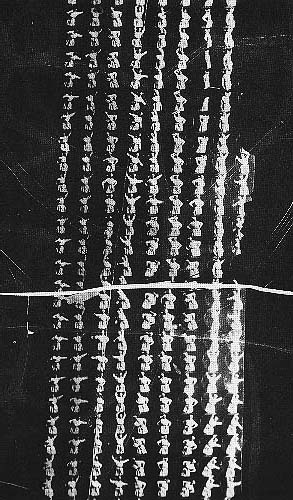
恶作剧系列三部曲中的一部的图像胶片

一个偶然的机会，摄影先驱埃德沃德·迈布里奇的产品和构思似乎启发了爱迪生开始研究电影系统。1888年2月25日，迈布里奇在新泽西西奥兰治举办讲座，其中可能包括一种称为“动物实验镜”（Zoopraxiscope）的放映机的示范，这种放映机将连续图像绘制在一块玻璃圆盘的边缘，随着玻璃的旋转，将影像投射出去，这样就使这些影像显得像在运动。爱迪生的公司就在附近，很有可能爱迪生本人和他公司的摄影师威廉·迪克森双双参加了这个讲座。两天後，迈布里奇与爱迪生在爱迪生位于西奥兰治的实验室会面，迈布里奇后来描述了他如何提议将他的设备和爱迪生的留声机结合起来，这样组合起来的系统可以同时播放声音和图像。这项合作没有进行，然而在1888年10月，爱迪生递交了一份申请，和美国专利及商标局一起宣布他准备创造一个机器，这个机器的目的是为了眼睛，就像留声机的目的是为了耳朵一样。并明确表示这个设备是一个完整的视听系统的一部分：“我们可以观看并且聆听一个完整的歌剧，完美得就像现场演奏一样。”1889年3月，第二份申请也通过了，提议播放电影的设备为（活动电影放映机），该词来源于希腊词根（活动）和（观看）。
爱迪生任命他最有才华的员工之一——迪克森负责将活动电影放映机研制出来。尽管爱迪生本人将享有全部发明权，历史上的舆论认为发明者很难归功於一人：
|  | 尽管爱迪生看起来是构思了创意并启动了实验，然而迪克森显然是完成大部分试验的人，因此现代学者认为把构想变成实际产品的主要荣誉应归于迪克森。爱迪生实验室是一个合作机构。实验室的助手被安排很多项目，这些项目在爱迪生的监管之下，他本人还不同程度亲自参与一些项目。 |

迪克森和他的首席助手查尔斯·布朗（Charles Brown）起初进展缓慢。爱迪生最初的设想包括录制宽仅1/32英寸的照片，直接放在一个圆筒上；圆筒由不透明的材料制成作为正极，或者由玻璃制成作为负极，涂上一层硝棉胶作为摄影基底。另一个声学的圆筒在图像播放时提供同步的声音。在试验时，当图像宽度扩展到1/8英寸的时候，圆筒上使用的溴化银感光乳剂呈现的粗略效果变得不可接受。1889年6月，实验室开始采用约翰·卡尔巴特（John Carbutt）提供的感光赛璐珞片，这种材料可以裹在圆筒上，提供一个效果大大优于以前的摄影基底。为活动电影放映机制作的首部影片，也是美国的第一部电影，可能就在那时诞生了（目前关于具体的日期到底是1889年6月还是1890年11月，仍没有定论），片名为《恶作剧第一部》（Monkeyshines, No. 1），展现了一个实验室的员工身体灵活，表情搞笑的样子。而同步声音的试验则暂时押后，因为迪克森同时还在进行唱片展览会的设计工作。

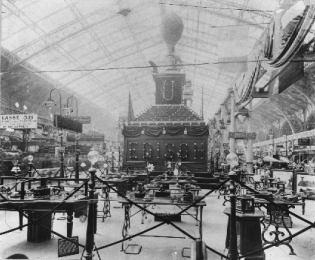
1889年巴黎国际博览会爱迪生展览馆

很快，这个项目转向产品化方向，主要是因为爱迪生于1889年8月初出发前往巴黎参加世界博览会。在他旅行的两个月中，爱迪生拜访了法国科学家和摄影学家艾蒂安-朱尔·马雷，马雷设计了摄影枪，这是一种可移动的能连续摄影的设备，一秒能拍12张连续的照片。返回美国途中的11月2日，爱迪生申请了另一项专利，描述了一种新的活动电影放映机 ，不光是一个移动的照相胶片，并且胶片的边上打孔，可以与齿轮匹配，这样机械设备的运行就更平滑和可靠。第一个打孔图像设备是光学影戏机（Théâtre Optique），法国发明家夏尔-埃米尔·雷诺于1888年申请了专利。雷诺的系统没有用到照相胶片，而是把图像画到胶片上。在展览会上，爱迪生同时见到了光学影戏机和德国发明家奧塔马尔·安许茨（Ottamar Anschütz）设计的电动快速视镜（electrical tachyscope）这个投影设备通常被认为是活动电影放映机重要的设计来源。它的关键革新在于应用了视觉暂留原理， 通过一个间歇的光源使每一幅图像暂时“停留”，以达到使观看者保存许多不同图片的详细信息的目的，这样就可以有效地产生持续活动的假像。1890年代后期，间歇的光源成为活动电影放映机设计的一部分。
爱迪生实验室何时开始研究幻灯影片至今仍有争议。根据迪克森的描述，1889年的夏天，他开始将卡尔巴特提供的坚硬的赛璐珞片切割成适合机器使用的长条；8月份，他参加了乔治·伊士曼新的柔韧性薄膜的展示，并且得到了伊士曼的许可，将之运用到机器的试验中。历史学家玛尔塔·布朗（Marta Braun）认为，伊士曼的产品
|  | 有足够的硬度并且薄，柔韧性强，适合镜头后的电影胶片以一个相当快的速度做间歇性的移动，在张力大的情况下不会断裂……解决了电影发明的重要问题。 |

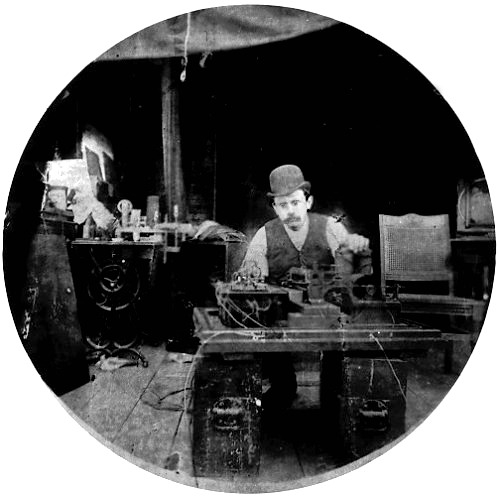
爱迪生实验室的查尔斯·凯泽坐在活动电影放映机后面

一些学者，如戈登·亨德里克斯（Gordon Hendricks）则认为实验室开始研制胶片电影机器的时间要晚得多，迪克森和爱迪生故意将发明的时间提前是为了保护专利和技术地位。不管怎样，电影史学家戴维·鲁宾逊（David Robinson）认为是1890年底才开始进行试验，比1889年9月晚了很多，实验室在拿到伊士曼的产品後将试验的优先级调到最高。1890年大部分时间活动电影放映机的研究进展很慢，主要是因为迪克森在5月到11月之间将精力集中在磨矿机上，这是一个爱迪生不成功的研究方向，而这段时间内没有任何时间花费在研制活动电影放映机上。1891年初，迪克森与他的新助手威廉·海斯（William Heise）以及另一个实验室的员工查尔斯·凯泽（Charles Kayser）一起成功地设计了一个基于胶带的电影观看系统。在新的设计中，机器被封装在一个木质的橱柜中，19毫米宽的胶片绕一组轮轴运转。胶片边上有一排穿孔，由电力驱动的齿轮带动胶片，靠近一个放大的镜头连续传动。一个电灯在胶片的后方，将圆形的图像投射到镜头上，从那里传到一个位于橱柜上方的窥孔。根据鲁宾逊的描述，一个快速旋转的小门使光线闪动的时间非常短暂，每幅图像看起来是凝固的，由于视觉的暂留性，似乎图像在移动。实验室同时研制出电动的摄影机──活动电影摄影机，用来拍摄新的影片。为了达到电影的连续运动的效果，胶片条必须可以停下来足够长的时间，这样每一幅图像可以完全曝光，并且可以快速（1/460 秒）前进到拍摄下一幅图像。这是第一个可以高速停止和前进的电影系统，是下一个世纪电影技术的基础。

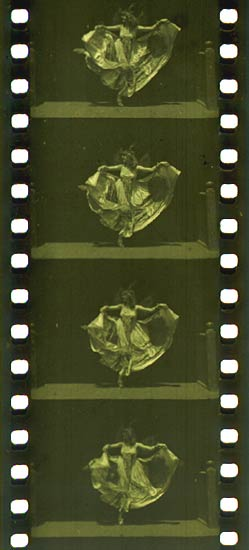
爱迪生出品的《蝴蝶之舞》（Butterfly Dance）的35毫米电影胶片，成为全球电影胶片的标准。

1891年5月20日，大约150名国际妇女协会的成员观看了《迪克森的问候》这部影片，这是活动电影放映机第一次公开展出。纽约的《太阳报》报道了她们在“小盒子”裡看到的内容：
|  | 在盒子的上方是一个大约直径为一英寸的小孔。通过这个小孔，他们看到一个男人的照片。这是一张很不寻常的照片，他以最自然和优雅的动作弯腰微笑，挥动他的手并且脱下帽子。每一个动作都很完美…… |

这个男人就是迪克森，这部电影一共大约3秒长。8月24日，三个详细的专利申请被提交：第一个是活动电影摄影机，第二个也是与摄影机有关，第三个是展示运动物体照片的设备。在第一个活动电影摄影机的申请中，爱迪生陈述，“我已经可以用一个照相机和胶卷以每秒46幅照片的速度拍摄……但是我不希望限制我的发明在如此高的速度……因为有些物品以每秒30幅的速度甚至更低速度都已经足够。”实际上，根据国会图书馆的存档，历史学家查尔斯·马瑟（Charles Musser）认为，《迪克森问候》和其它至少两部1891年用活动电影摄影机拍摄的短片的速度都是小于每秒30幅，甚至更低。活动电影放映机的申请中还包括了一个立体电影投影的计划，后来被废弃。
次年春天，投币系统的研究起步，增加了一个五美分的投币孔，也是系统机械装置的一部分。到了秋天，活动电影放映机的设计基本完成。胶片最初采用伊士曼的产品，从1893年4月起，改用纽约布莱尔相机公司的产品，胶片宽度为35毫米（1 3/8 英寸），矩形的图像垂直顺序排列，每幅图像两侧各有四个孔。在接下来几年中，胶片的宽度被全球采用，并作为电影的标准，直到今天。1892年10月出版的《Phonogram》表明活动电影摄影机可以连续拍摄图片，用新的胶片制作电影。至于活动电影放映机，提供关键性的连续效果的快门的位置还有明显争议。根据发明家赫尔曼·卡斯尔（Herman Casler）的一份报告（亨德里克斯认为该报告是权威的，他个人试验了5-6个至今仍保存的第一代的设备），“就在胶片上方，有一个具有五个轮辐的快门，就在胶片前打开一个很小矩形框。一盏微微闪光的灯……位于胶片的下方……光线穿过胶片，快门打开，镜头放大……投放在箱子上方观看者的眼中。”鲁宾逊则有相反的意见，他认为快门只有一片，中间裂开，并且位置在灯和胶片中间。卡斯尔-亨德里克斯的描述与1891年公司活动电影放映机专利申请书上的原理图相符，尤其是原理图2。专利书并没有描绘出快门，但是表现出有可能放在灯和胶片中间，这样就不需要重大的设计修改，并且在胶片和镜头中保留了一个空间适合放快门。鲁宾逊的观点，则与亨德里克斯所著的书中的一幅活动电影放映机的内部构造照片相符。
1893年2月21日，活动电影摄影机胶片持续运动的控制系统的专利被通过。几年后，竞争对手的系统取代了这个机械制动的机器，尤其是那些基于“马耳他十字”的机器渐渐成为摄像机和放映机的标准。 3月14日，活动电影摄影机可以持续观看的专利最终获得通过，专利号493,426。活动电影摄影机公布于众的日子到了。

## 公布於众

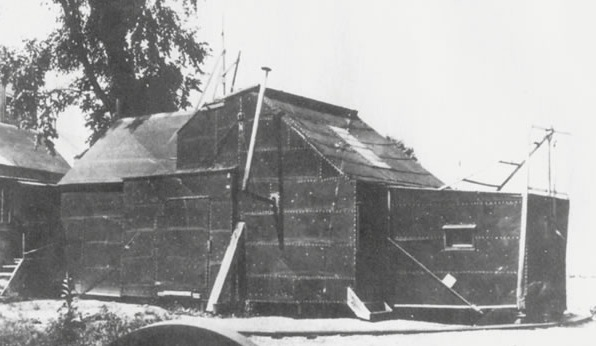
爱迪生的布莱克·玛丽亚制片厂于1892年12月开始建造。为了充分利用日光，设计了一个可以翻起的屋顶和可以旋转的入口。迪克森说，“这完全不符合任何建筑规范。”他认为这个设计“在电影中产生最愉悦的效果”。

完整的活动电影放映机的首次展出并不是在最初设想的1893年芝加哥哥伦布纪念博览会，而是于1893年5月9日在布鲁克林艺术和科学学院。第一部公开放映的电影是《Blacksmith Scene》，由迪克森导演，海斯摄影，这部电影在爱迪生新的电影制片厂──布莱克·玛丽亚制片厂制作。尽管前期做了大量的宣传，25台活动电影摄影机同时在博览会展览的盛大场面从没有在芝加哥博览会发生。活动电影放映机在世界博览会展出推迟的部分原因是那年初迪克森由于精神崩溃，长达11周以上的时间没有工作。鲁滨逊认为有一台活动电影放映机最终送到了世界博览会，他提到“对于世界博览会来说，当时的活动电影放映机还不够完美”。相反的，亨德里克斯引用了《科学美国人》1893年7月21日和10月21日的数据，认为不止一台活动电影摄影机最终参加了博览会，他的论据相当有力。博览会历史学家斯坦利·阿佩尔鲍姆（Stanley Appelbaum）质疑那些关于活动电影放映机在博览会展出的报道，不过这些报道数量很多。另一方面，活动电影放映机项目的进展缓慢。10月6日，国会图书馆的一份关于“爱迪生活动电影放映机的记录”的发行物通过美国著作权的申请。但是至今仍不清楚是哪部电影得到北美第一个电影著作权。到了年底，活动电影放映机项目又开始运作。1894年1月的第一周，布莱克·玛丽亚制片厂又制作了一部新的25秒的电影──《弗雷德·奥特》（Fred Ott's Sneeze）。虽然这部电影并不是为了博览会而拍摄的，但是它是爱迪生最著名的电影之一，也是经过鉴定的美国第一部获得著作权的电影。3个月后，活动电影放映机重大意义的时刻到来了。
1894年4月14日，霍兰兄弟（Holland Bros）在纽约第27街的拐角处，百老汇1155号进行了活动电影放映机的首次商业展出。展出地点一共放置了10台机器，分成两排，每排5台，播放不同的电影。观看者需要支付25美分，就可以观看一排五部电影，半美元则可以观看所有十部电影。这批机器购自新的活动电影放映机公司，该公司领导为诺曼·C·雷夫（Norman C. Raff）和弗兰克·R·甘蒙（Frank R. Gammon），投资者为安德鲁·M·霍兰（Andrew M. Holland）和爱迪生以前的商务主管阿尔弗雷德·O·泰特（Alfred O. Tate），公司和爱迪生签订了合同，购买他们的电影。这10部电影组成了最初的商业电影，都是由布莱克·玛丽亚制片厂拍摄的，这批电影名为（理发店）、（注：埃娜·贝托尔迪是一位英国杂技运动员）、（铁匠）、（公鸡）、（高地舞）、（蹄铁）、（注：欧根·桑多是德国健美先生）、（秋千）和（格斗）。根据历史学家查尔斯·马瑟 的描述，一个“美国人生活和表演文化重大的变革”开始了。

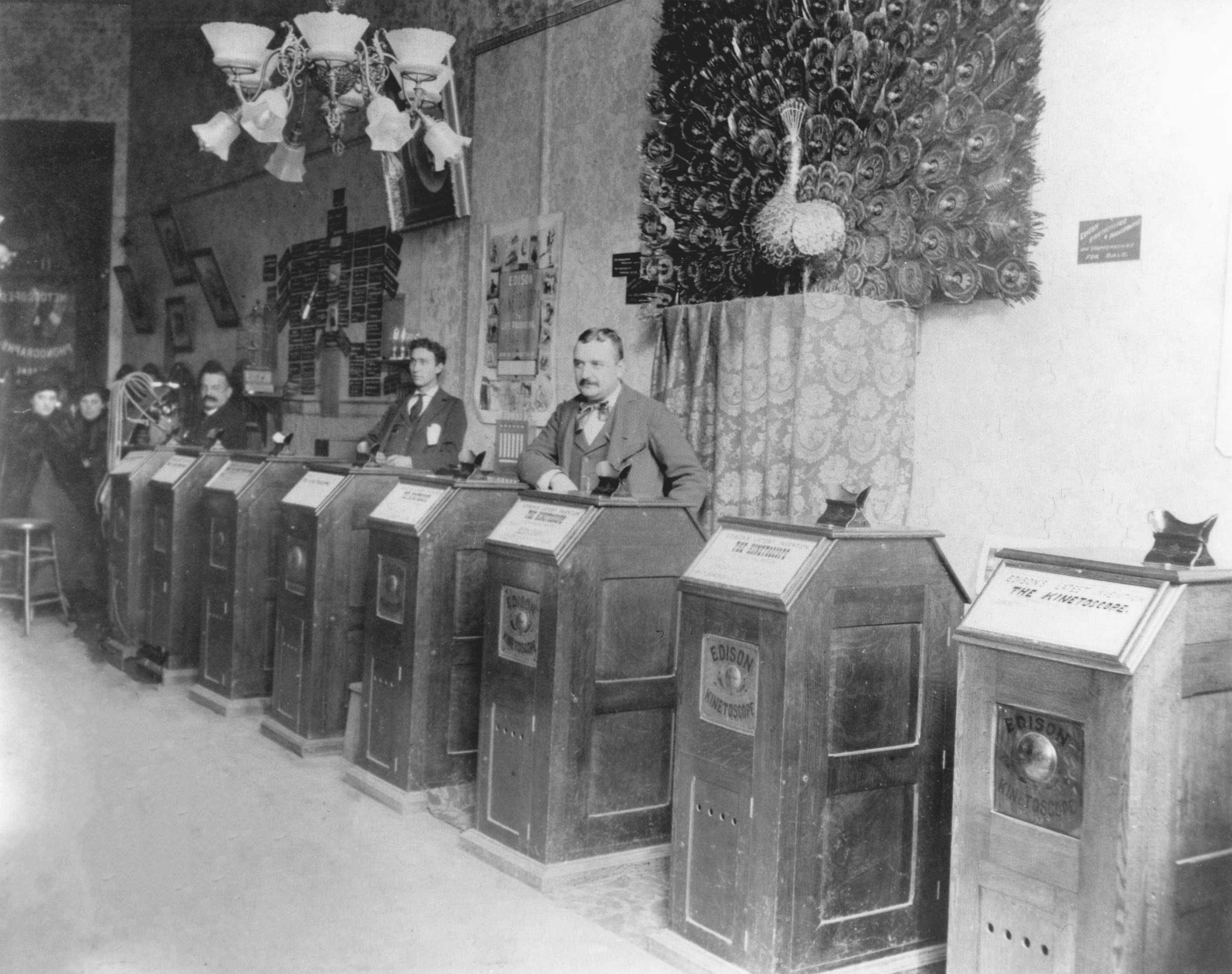
旧金山的一个活动电影放映机放映点，大约1894–95年。

25美分几分钟的娱乐并不便宜，同样的价格可以购买一张滑稽剧院的戏票。次年美国第一个主题公园在康尼岛开张，25美分的入场券包括了三次乘车、观看海狮表演和参加舞会的费用。活动电影放映机立刻获得了成功，6月1日，霍兰兄弟在芝加哥和旧金山也举办了类似的活动。企业家（包括雷夫和甘蒙）很快在全美开设活动电影放映机的固定放映点和临时放映活动。新的电影也不断加入，以便放映机运作。电影放映机的放映点通常很大，尽管利润并不高。大约运作了15周后，霍兰兄弟纽约放映点每月大约收入1,400美金，运作花费约为515美金。芝加哥大体上低一些，每月收入700美金，不过花费也相对低一些。一开始爱迪生向放映公司和其他经销商收取250美金一台机器，他们可以用于自己的放映点或卖给其他展览商。每一部电影则收费10美金。在活动电影放映机商品化的前11个月，包括机器、影片和其他辅助物品为爱迪生公司创造了超过85,000美金的利润。
活动电影放映机展览公司（Kinetoscope Exhibition Company）是加入这个领域的新公司，公司合伙人是奥特韦（Otway）和格雷·莱瑟姆（Grey Latham）兄弟、奥特韦的朋友埃诺克·雷克托（Enoch Rector）和他们员工小塞缪尔·J·蒂尔登（Samuel J. Tilden Jr.），公司试图将活动电影放映机和职业拳击的受欢迎性结合起来。这导致了电影领域一系列重大的发展：活动电影摄影机开始拍摄50英尺长的底片（实际上使用的最长长度为48英尺）。每英尺至少16帧，意味着在摄像机最通用的速率——一秒40帧的速度下可以运行20秒。早在1891年速率为每秒30帧，电影可以运行大约27秒。亨德里克斯鉴定《sandow》的拍摄速度为每秒16帧，他是根据国会图书馆在线资料列出电影长度为40秒而得出这个结论的。即使采用最低的速度，运行的时间也不能达到拳击比赛所需要的满意长度，并且每秒16帧，不能从视觉效果上体现出该运动的乐趣。因此活动电影摄影机和活动电影放映机开始改进，很有可能在雷克托的帮助下，将胶片长度扩展为以前的三倍。

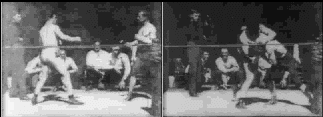
1894年拍摄的里奥纳多—库欣对抗的两幅图像。活动电影摄影机拍摄的一共6轮，每轮1分钟的比赛以22.50美元的价格出售给电影放映者。观众在最后一轮看到里奥纳多获胜。

6月14日，一场小型的比赛在布莱克·玛丽亚制片厂举行，比赛双方是拳击手迈克尔·里奥纳多（Michael Leonard）和杰克·库欣（Jack Cushing）。750英尺甚至更多的图像以每秒30帧的速度被拍摄——是那时最长的电影。1894年8月，该电影在活动电影放映机展览公司位于纽约拿梭街83号的放映厅首映。一共有6台活动电影放映机，每台播放一轮比赛，收费10美分，意味着观看全套比赛需要60美分。莱瑟姆兄弟计划拍摄一系列后续的拳击比赛，他们与著名的重量级选手詹姆斯·J·科比特签订了合同，规定他不能接受其他公司的电影拍摄——这也是第一份影星的合同。
在电影商业演出3个月后，出现了第一例电影的审查制度的记录。涉及的电影展现了西班牙舞蹈演员卡门西塔（Carmencita）的表演，卡门西塔是1890年代初纽约音乐厅的明星。根据一个关于她现场表演的描写，她“在舞台脚灯的照射下，传达了非常强烈的性欲，使男记者为她的表演写下长篇的丰富的专栏。”1894年3月中旬，活动电影摄影机在布莱克·玛丽亚制片厂拍摄了她的舞蹈，夏天在新泽西的度假小鎮阿斯伯里帕克放映。小镇的创建者詹姆斯·A·布拉德利（James A. Bradley）是一个真正的房地产开发商和卫理宗团体的主要领导人，刚被选举为州参议员。《纽瓦克晚报》于1894年7月17日报道了参议员布拉德利……在瞥见卡门西塔的脚踝和饰带后很震惊，向市长控诉。影院老板也因此被勒令撤下这部恶心的电影，而用其他电影取代。接下来的一个月，一个旧金山的电影放映商因为放映一个“据说是下流的”活动电影放映机的影片而被拘留。那个提出拘留的团体是取缔不道德行为太平洋社团，他们的对像包括“不法的文学，淫秽的图片和书籍，向未成年人销售吗啡、可卡因、鸦片、烟草和酒，彩票等等”，并且他们为在最近两个月成功地“使70人拘留和48人定罪”而自豪。

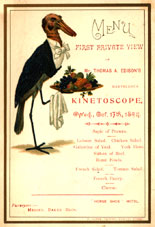
1894年10月7日伦敦首次活动电影放映机展览的广告。

活动电影放映机在大西洋的彼岸也引起了注意。1884年夏天巴黎举行了一场放映展览，这也成为卢米埃兄弟主要的灵感之一，他们后来开发出第一套商业的成功电影放映系统。1894年10月17日，伦敦建立了第一个美国之外的活动电影放映机的放映厅。当爱迪生放弃了海外的专利保护后，系统在欧洲快速流行起来。最主要的原因是技术依赖于国外的多样革新，并且后来认为专利申请很难获得成功。1971年版本的《大英百科全书》提到爱迪生明显认为发明太小，不愿意为申请国际专利申请支付150美金。2004年，安德鲁·劳施（Andrew Rausch）认为爱迪生是“因150美金的国际专利费退缩”并且“认为活动电影放映机的商业价值很小”。爱迪生——既是发明家也是商人——在这个系统开发上花费了大约24,000美金，甚至还在获得美国专利之前研制了一个电影制作设备。因此劳施的解释并不为现在的学者广泛接受。不管是什么原因，两位希腊企业家，乔治·乔治亚季斯（George Georgiades）和乔治·特拉杰季斯（George Tragides）从中获得了好处。在成功运作了伦敦的放映厅后，他们委任英国发明家和制造商罗伯特·W·保罗（Robert W. Paul）为他们制作仿制品。在完成乔治亚季斯-特拉杰季斯的合同后，保罗决定自己进入电影市场，制作了几十台活动电影放映机的复制品。保罗的工作为摄影机和放映机技术带来了一系列重要的革新。同时，布莱克·玛丽亚制片厂的计划实现了爱迪生电影系统的目标，直到有声电影的出现。

## 有声活动电影机

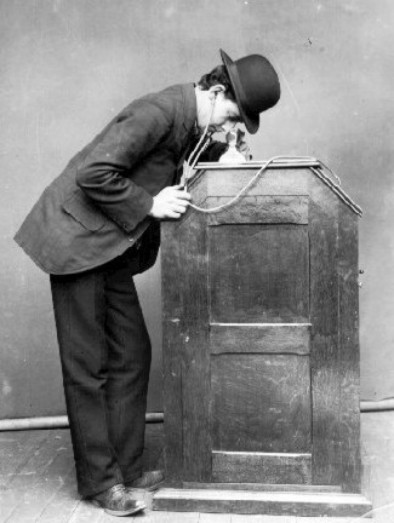
1895年的有声活动电影机，可以看到一个耳机连接到箱子里的留声机。

有声活动电影机（Kinetophone）是爱迪生和迪克森为有声电影系统而制作的早期试验品。据报道，1893年7月带有留声机的活动电影放映机出现在芝加哥世界博览会上。第一部已知的有声活动电影机的测试电影是于1894年底或1895年初在爱迪生新泽西工作室拍摄的，现被称作《迪克森實驗有聲電影》，这也是唯一一部保存下来的带有声音的为有声活动电影机摄制的影片。1895年3月，爱迪生开始出售这个产品，没有技术创新，只是在原活动电影放映机的柜子里加一个留声机而已。原来的活动电影放映机可以购买新的配件来升级原有产品。第一场有声电影放映机的展示于4月份进行。国会图书馆的主页上描述：“声音和图像通过一根带子连接在一起，多少有几分同步。”这个描述是不正确的。根据历史学家戴维·鲁宾逊的描述，“有声电影放映机……并没有打算同步。观看者通过管子连到柜子里的留声机，里面播放着大致合适的音乐或其他声音。”历史学家道格拉斯·戈梅里（Douglas Gomery）持有相同的意见，“爱迪生并没有尝试同步声音和图像。”调音专家马克·乌兰诺（Mark Ulano）认为：“一共只制造了45台有声电影放映机。他们并不同步，只是刚好在播放画面的时候开启声音，在停止播放时关闭。”尽管保留下来的迪克森试验包括现场的录音，当然大部分，甚至可能是全部，为有声电影放映机而制作的电影是以无声的方式拍摄的，主要是比赛或舞蹈的主题，放映者可以在各种音乐唱片中选择节奏匹配的音乐。例如，三种不同的管弦乐的演奏被提议作为电影的配乐：分别为、和。
尽管爱迪生为活动电影放映机增加了声音，企图增加它的普及性，很多这个领域的人开始认为电影放映机才是电影下一步追求的方向。当诺曼·雷夫将他的客户对新的设备兴趣与爱迪生交流的时候，这位伟大的发明家仓促地拒绝了该提议：
|  | 不，如果我们按照你的要求制作这个银幕机器，它将破坏所有的东西。我们正在制造这些观看孔机器并且销售量很大，获利丰厚。如果我们研制出银幕机器，可能整个美国只需要10台。通过这些银幕机器你可以为全国人播放电影——然后就结束了。我们不要杀了这只下金蛋的鹅。 |

在拉夫持续的压力下，最终爱迪生做出让步，开始研究开发电影放映机的可行性。他在没有通知迪克森的情况下，委派了他实验室的一名员工到活动电影放映机公司开始这项工作。迪克森最终知道了这个消息，这也成为他1895年春天和爱迪生决裂的主要因素之一。

## 投影机

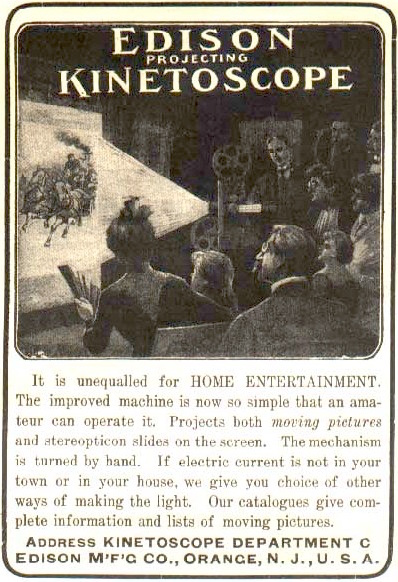
1900年代的广告，在研制出紧凑的家用投影机之前，爱迪生推出剧院使用的35毫米投影机。

1895年，活动电影放映机在投影机和另一种新的便宜的窥视的设备——“妙透镜”（mutoscope）的挑战下将失去电影市场的情况越来越明显，妙透镜就像机器化的“手翻书”，以一套手摇杆和机械轴心，带动一盘册页，使图像或影像的长度延伸，产生运动的视觉效果。在新产品商业化的第二年，活动电影放映机的销售额下降了95%，只有4,000美金。莱瑟姆兄弟和他们的父亲伍德维尔·莱瑟姆（Woodville Latham），继续雇佣前爱迪生的员工欧仁·奥古斯丁·洛斯特为他们服务。1895年4月，迪克森自己研制了一套电影放映系统——。5月20日，在纽约举行了第一场商业银幕电影的放映，片长4分钟，内容是一场拳击赛。欧洲发明家，主要是法国的卢米埃兄弟和德国的斯克拉达诺夫斯基兄弟，也发出类似的系统。
1896年初，爱迪生将他的注意力转到提升一项投影技术——，这项技术是由年轻的发明家查尔斯·弗朗西斯·詹金斯（Charles Francis Jenkins）和托马斯·阿尔马特（Thomas Armat），这个系统的专利被雷夫和甘蒙获得，将之称为早期电影放映机（Vitascope），而爱迪生作为该机器的发明者。在迪克森离开爱迪生公司后，活动电影放映机很快被封存，爱迪生在有声电影的工作也暂停了一段时间。一年后，爱迪生开始研究他自己的放映系统——投射器（Projectoscope）。1912年，他研制成功了昂贵的“家用投影机”（Home Projecting Kinetoscope），使用三条平行的22毫米胶片。4年后，爱迪生研制出他最后的重要的电影技术，一个剧院系统，被称作“超级活动电影放映机”（Super Kinetoscope）。从1897年开始，爱迪生公司的大部分创新的电影技术涉及活动电影放映机相关的专利，并利用这个专利对竞争对手采取控告威胁或者进行控告，来施加经济压力或者防止对方的竞争。

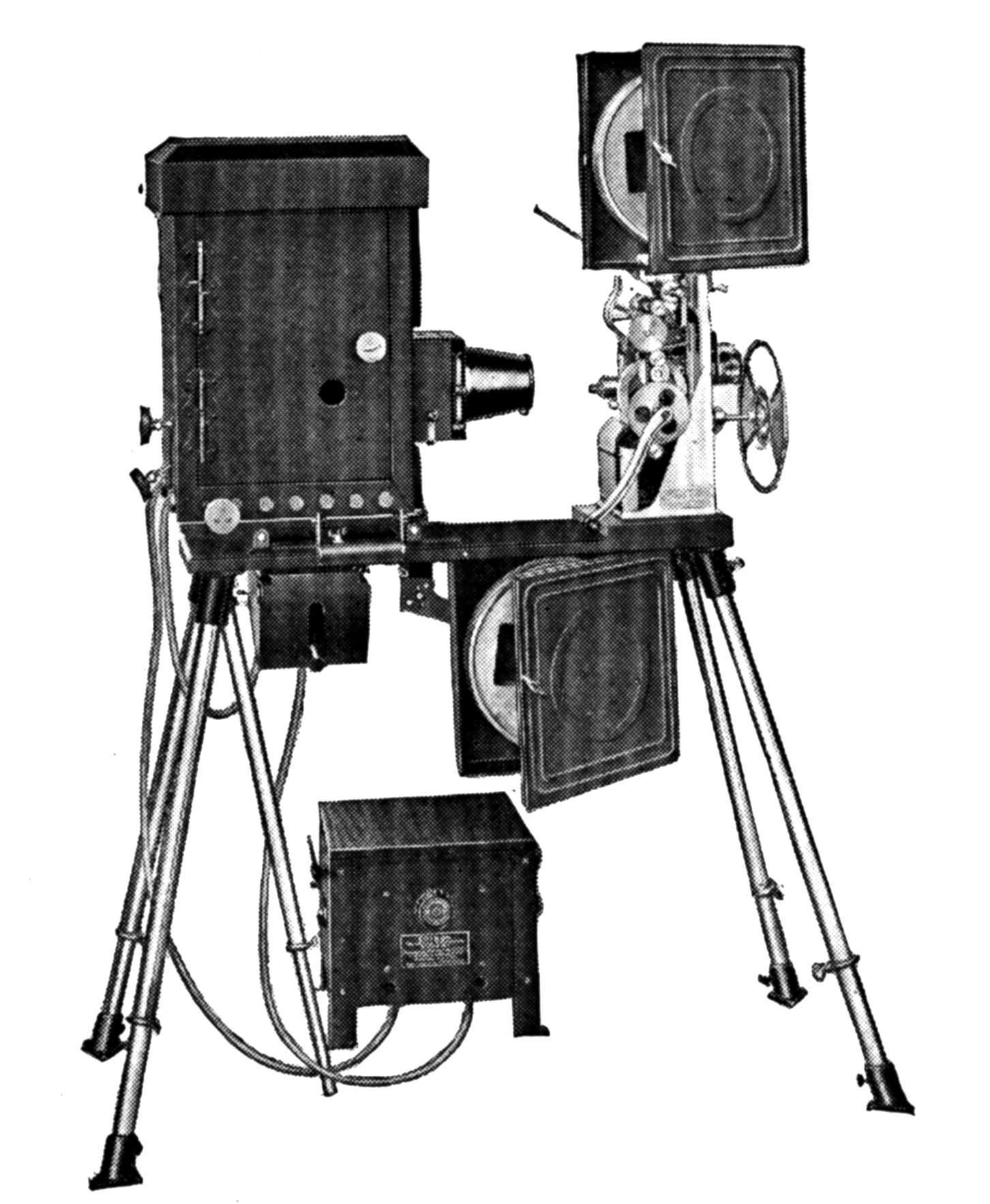
1914年发布的投影机

在早期电影放映机的时代，一些放映商开始放映银幕电影，伴有留声机播放适当的，但同步性很差的声音效果。正如前面提到的有声活动电影机的一样，对于比赛和舞蹈的主题有与之节奏匹配的音乐。当1903年的电影《火车大劫案》和其他爱迪生制作公司的电影获得成功的时候，爱迪生忽视了有声电影的研究。直到1908年，他才认真地回到这个领域，希望将视听的概念结合在一起。爱迪生申请了一个同步系统的专利，将投影机和留声机结合在一起，放在银幕的后方，通过三个硬轴组合在一起——投影机和留声机的下方各有一个垂直的轴，它们通过第三个轴联系在一起，这个轴水平运作，在剧院地板下。2年后，他在实验室向新闻界展示了这个或一个后期设计的有声电影系统。1913年，爱迪生终于研制出“新有声活动电影机”（new Kinetophone）——就和他自1890年代中期以来所有的有声设备一样，使用了一个留声机，通过一根类似钓线的带子和一系列金属滑轮连接到投影机。在较短的一段时间内，这个设计获得一片赞同，但是没有严格训练的放映员在保持声音和图像同步的操作上遇到了麻烦。就和其他同时代的有声电影系统一样，有声活动电影机没有解决放大倍率不足和声频质量差的问题。这是一个新奇的事物，但是很快失去活力。1914年12月，爱迪生的西奥兰治公司遭遇火灾，烧毁了公司所有的有声活动电影机的图像和声音资料，这个系统也就因此被废弃了。

## 注解
1. ↑  Hendricks（1961年），第11–12页，为了证实迈布里奇的描述，特别参考了爱迪生于1888年6月3日在《New York World》的声明。
2. ↑  Robinson（1997年），文中第23页提到文件的申请时间是10月17日；而Braun（1992年）的第188页则报道当时是10月8日。
3. ↑  《History of Edison Motion Pictures: The Kinetoscope》（爱迪生电影史：活动电影放映机） ，于2007年10月16日访问。
4. ↑  Braun （1992年），第188页，404 n. 44。
5. ↑  Rossell （1998年），第63–64页；Braun （1992年），第189页，404 n. 47。Robinson （1997年）书中提到实验室于1889年6月4日订购了约翰·卡尔巴特的材料，尺寸为20" x 50"（第27页）。 Spehr （2000年）书中提到实验室也于该天得到了材料，尺寸为"11 by 14"（Braun的书中引用了该数字），同一天他们收到了另一个供应商 Allen & Rowell 提供的材料，5月份还收到第三家的材料。在Spehr的报告中，根据迪克森的回忆，他们在实验中采用的是卡尔巴特的材料（第23页，n. 22）。
6. ↑  目前仍不清楚是爱迪生的哪位员工出现在电影中，早期的记录是约翰·奥特（John Ott），后来的记录为·萨科·阿尔巴内塞（ G. Sacco Albanese），参阅 《Edison: The Invention of the Movies》（爱迪生：电影的发明人） 的存檔，存档日期2011-05-14.
7. ↑  Dickson （1907年），第二部分。
8. ↑  Robinson （1997年）第27页提到日期为8月2日，Hendricks （1961年）第48页提到日期为8月3日。
9. ↑  Baldwin （2001年），第208–209页，Baldwin提到两人见面是在9月；Burns （1998年），第73页，则认为是在8月。
10. ↑  Musser （1994年），第66页；Spehr （2000年），第8页。
11. ↑  Rossell （1998年），第21页；《Charles-Émile Reynaud》 （页面存档备份，存于） 雷诺传记，2008年1月8日查阅。
12. ↑  Braun （1992年），第189页。
13. ↑  Spehr （2000年），第7、23页， n. 21–22。
14. ↑  Braun （1992年），第155页。
15. ↑  Robinson （1997年），第29页；Spehr （2000年），第7–8, 23页，n. 24。
16. ↑  Robinson （1997年），第28页。
17. ↑  Robinson （1997年），第31页。
18. 1 2  Robinson （1997年），第34页。
19. ↑  Gosser （1977年），第206–207页；Dickson （1907年）第三部分。
20. ↑  Robertson （2001年），第5页。
21. ↑  Edison （1891年a），第1页（Light and Movement，第333页）；Edison （1891年b），第1页（Light and Movement，第339页）；Hendricks （1961年），第130页。
22. ↑  Edison （1891年a），第1页（Light and Movement，第333页）。
23. ↑  Dickson Greeting[]; Newark athlete. Fragment 1; Newark athlete. Fragment 2[]; Men boxing[] 国会图书馆网站的部分资料。查尔斯·马瑟的文章为Edison Motion Pictures, 1890–1900: An Annotated Filmography （Washington, D.C.: Smithsonian Institution Press, 1998）。
24. ↑  Edison （1891b年），第2–3,页（Light and Movement，第340–341, 345 页）
25. ↑  Spehr （2000年），第13页。
26. ↑  Spehr （2000年），第11–14页，实际上相机公司送来的胶片的宽度为1 9/16英寸，实验室对胶片进行了裁剪。很多报告中提到相机公司提供的胶片为70毫米是不正确的。包括一些最新的书也有类似错误，如A. Michael Noll2001年所著的《Principles of Modern Communications Technology》（现代沟通技术原理）。Braun（1992年）的书中也有同样的错误。更多详细的资料请参见Spehr（2000年）第7-8页。
27. ↑  Musser （1994年），第72页。
28. ↑  Hendricks （1966年）引用，第14页，第11页描述了亨德里克斯的试验。
29. ↑  Edison （1891年b），原理图1、2，（Light and Movement， 第342、343页）原理图1在线版本 （页面存档备份，存于） 。
30. ↑  Hendricks （1966年），插图2，描绘了一片中间有裂缝的快门位于镜头和观看孔中间（第64页）。
31. ↑  Robinson （1997年）含糊地陈述：“活动电影摄影机的拍摄和活动电影放映机的观看最终于1893年初通过了专利申请。”（第38页）Braun （1992年）解释：“1893年只有停止和启动电影的设备通过了专利申请，其余的申请都被驳回，原因是以前的发明者已经提出专利保护要求。”（第191页） Hendricks （1961年）和Braun持相同观点（第136–137页）。活动电影摄影机专利图纸 （页面存档备份，存于）
32. ↑  Salt （1992），第32页，根据描述，渐渐的，爱迪生早期活动电影放映机的模型可以与马耳他十字协同工作。
33. ↑  Edison （189年b）第一页，[Light and Movement]；Münsterberg （2004年），第7页；Robinson （1997年）第38–39、54–55页；Musser （1994年）第93页；Hendricks （1961年）第127–133页。 注意Robinson书中第38页说专利的日期是3月4日，下一页39页的日期是正确的。
34. ↑  Baldwin （2001年）引用，第232、233页。
35. ↑  关于电影的长度是一个谜。很明显，IMDb.com （页面存档备份，存于） 上提到影片长度是一分钟是错误的。Baldwin （2001年）提到的是“30秒”（第238页），这个数据和《科学美国人》当时报道的长度相同（参见Hendricks [1966年]，第38页）。Musser （2004年）提到长度是“15秒”（第16页）。电影的拷贝 （页面存档备份，存于） 由爱迪生国家历史遗址提供，长度约为34秒，所有的镜头由一个机位拍摄，没有明显的剪辑。在接下来的正文中，提到活动电影摄影机和活动电影放映机的胶片最大长度是50英尺，意味着用摄影机最慢速度拍摄可以记录50秒，但是用摄影机的最常用速度一秒40幅图像，只能拍摄20秒（参见Hendricks [1966年]，第6–8页）。根据亨德里克斯的报告，胶片长度可能不是50英尺或800帧，爱迪生描述胶片一共有700幅图片（第36页）。而Braun （1992年）使这一切变得更复杂，他认为拍摄时采用了最高速度，并认为早期活动电影放映机的电影可以持续40秒而不是20秒，因为电影胶片是环形的（第191页）。关于《Blacksmith Scene》长度的问题在亨德里克斯的报告之后不再有任何官方的数据。
36. ↑  Hendricks （1966年），第28–33页，指出了迪克森离开和回来的日期，至少离开80天。亨德里克斯描述他休息了10周（第28页），在南部逗留了10周半（第33页），并煞有其事地描述迪克森的旅途从新泽西到佛罗里达。同时实验室的另一名和制造活动电影摄影机的员工詹姆斯·伊根在制造过程中遇到了酒精燃料的问题。参见Hendricks （1966年），第34–35、49–50页。
37. ↑  Robinson，第40页。
38. ↑  Hendricks （1966年）第41页。
39. ↑  Appelbaum （1980年），第47页；Hendricks （1966年），第40–45页。
40. ↑  Hendricks （1966年），第47、71页。
41. ↑  机器经过修改，因此不能通过5美分的投币孔运作。根据Hendricks （1966年），每一排都有服务员为已经支付了25美分的顾客开关机器（第13页）。如需更详细的资料，可以参考彼得·莫里斯（Peter Morris）的《Embattled Shadows: A History of Canadian Cinema, 1895–1939》（蒙特利尔和金斯顿、伦敦、纽约：McGill-Queen's University Press，1978年），第6–7页。莫里斯描述爱迪生以一台200美金的价格打包出售这批机器，实际上在后面的描述中，最早的数字应该是250美金。
42. ↑  Hendricks （1966年），第56、60页；Musser （1994年），第81页；《Ena Bertoldi （Beatrice Mary Claxton）》 （页面存档备份，存于） 埃娜·贝托尔迪生平介绍；《Eugen Sandow （Frederick Muller）》 （页面存档备份，存于） 欧根·桑多生平介绍，2008年2月11日查阅。
43. ↑  Musser （2002年），第21页。
44. ↑  Grieveson 和 Krämer （2004年），第34页；Cross 和 Walton （2005年），第39页。
45. ↑  财务分析基于Musser （1994年），第81页。
46. ↑  Hendricks （1966年），第13、56、59页。
47. ↑  利润计算时间为1894年4月1日到1895年2月28日，参见Musser （1994年），第84页。
48. ↑  Hendricks （1966年），第15页。
49. ↑  Hendricks （1966年），第6–8页；Musser （1994年），第78页。亨德里克斯测试了他个人收藏的18部活动电影放映机的影片，证明玛丽亚照相机不可能以每秒46-48帧的速率拍摄（第6页）；他鉴定“平均速率”（众数，不是平均数）是每秒38到40帧（第7页）。很多资料错误地将每秒46帧作为标准实际速率：如Burns （1998年）中描述“图像速度为每秒46帧，因此将观看时间限制在15秒”（第74页）。迪克森自己后来提出了相互不一致的照相机速率的数据——在一个场合他说“大概每秒40帧”；另一个场合说介于25到46帧之间。根据他1907年的数据，速率是每秒46帧——然而在一个重要场合他建议功能速率为每秒42帧，导致这些数据更加令人困惑。国会图书馆“Inventing Entertainment”页面上有很多活动电影放映机电影的在线版本，包括4部拍摄于1894年1月到3月的35毫米密的电影。图书馆提供了电影的说明，包括运行时间和电影播放速度，也是基于马瑟 1988年《Edison Motion Pictures》书中的数据：

《Edison kinetoscopic record of a sneeze》（也称为《Fred Ott's Sneeze》）[]：大约于1894年1月2-7日拍摄，速率每秒16帧，长度5秒。

《Athlete with wand》[]：于1894年2月拍摄，速率每秒16帧，长度37秒。

《Sandow》[]：大约于1894年3月6日拍摄，速率每秒16帧，长度40秒。（该片参加了4月14日商业展览）

《Carmencita》[]：大约于1894年3月10-16日拍摄，速率每秒30帧，长度21秒。
如前面提到的，Hendricks （1966年）提出了关于《Sandow》同样的速率。然而，他提出《Fred Ott's Sneeze》与《Carmencita》的速度是每秒40帧，他并没有提到《Athlete with wand》。（第7页）。国会图书馆的资料证明了亨德里克斯关于没有活动电影放映机的电影拍摄速度为每秒46帧的论断。
50. ↑  Ramsaye （1986年）提到雷克托对修改过程非常重要（第8章），不过没有其他的资料来确认这一点。参见Hendricks （1966年），第90、99–100页。
51. ↑  《Leonard-Cushing fight》（里奥纳多—库欣对抗），国会图书馆在线版本，2008年2月11日查阅。
52. ↑  Hendricks （1966年），第7页；Musser （1994年），第82页；《Leonard-Cushing fight》（里奥纳多—库欣对抗）[]，国会图书馆在线版本，2008年2月11日查阅。亨德里克斯引用了两份同一时期的报纸报道，记述速度是每秒46帧（第92、95页）；看起来是明显的错误，这个数据是基于摄影机的理论数值而不是其实应用值。令人困惑的是，亨德里克斯自己在另一页提到电影拍摄速度达到摄影机的极限速度每秒40帧（第96页）。爱迪生电影目录上记录的是每一轮比赛用了150英尺胶片。
53. ↑  关于电影是否获得成功有不同的观点。根据Ramsaye （1986年） 的记录，“观众涌入莱瑟姆放映厅，排的队一直到了马路上，警察也来维持秩序。”（第八章）而Hendricks （1966年） 则记录莱瑟姆放映厅“明显地从来没有爆满过，雷克托的警察小分队来维持秩序是雷克托或莱瑟姆的夸大其词……有一个小问题……对抗者相当模糊……导致影片不成功”（第98-99页）。两位作者都没有引用当时的数据来支持他的观点。
54. ↑  Ramsaye （1986年），第8–9章；Musser （1994年），第82–84页。
55. ↑  Musser （2004年），第22页。
56. ↑  Karcher （1998年），第39、82、92–93页。
57. ↑  Robinson （1996年），第349页；Hendricks （1966年），第77–78页。
58. ↑  Hendricks （1966年），第78页。
59. ↑  Musser （1994年），第78页；Jenness （1894年），第47页。Hendricks （1966年）记录是组织的负责人提出该拘留（第78页）。
60. ↑  Schwartz （1999年），第183页；Burns （1998年）提到展览于8月举行（第73页）；Grieveson 和 Krämer （2004年）则认为是9月（第12页）。
61. ↑  Musser （1994年），第82页。
62. ↑  Griffith 和 Reed （1971年），第900页。
63. ↑  Rausch （2004年），第8页。
64. ↑  活动电影放映机的开发成本：Millard （1990年），第148页：Spehr （2000年），第7页。关于爱迪生放弃欧洲专利的讨论，见Braun （1992年），第190–191页。
65. ↑  Rossell （1998年），第91–94页。
66. ↑  Hendricks （1966年），第41页。
67. ↑  Robinson （1997年），第51页：Musser （1994年），第87页。
68. ↑  《Edison: The Marriage of Sight and Sound》 （页面存档备份，存于），国会图书馆，于2008年2月12日查阅。
69. ↑  Robinson （1997年），第51页；Gomery （1985年），第54页；《The Movies Are Born a Child of the Phonograph》 （页面存档备份，存于），Mark Ulano, C.A.S.，于2008年2月12日查阅。参见Hendricks （1966年），第48–50、118–125页；Millard （1990年），第169页。
70. ↑  Altman （2004年），第81–83页；Hendricks （1966年），第124–125页。
71. ↑  Guida practica （1895–96年）第126页。
72. ↑  Ramsaye （1986年），第9章。原文为：“No, if we make this screen machine that you are asking for, it will spoil everything. We are making these peep show machines and selling a lot of them at a good profit. If we put out a screen machine there will be a use for maybe about ten of them in the whole United States. With that many screen machines you could show the pictures to everybody in the country—and then it would be done. Let's not kill the goose that lays the golden egg.”
73. ↑  Ramsaye （1986年），第9章。
74. ↑  Musser （1994年），第84页。
75. ↑  Ramsaye （1986年），第9–10章；Musser （1994年），第92–93页。有一些旧的声明提到Jean Acmé LeRoy于1894年在纽约放映银幕电影并与1895年在新泽西放映。参见 Gosser （1977年）可以查到对这些可疑的声明的讨论（第228–229页）。
76. ↑  Musser （2002年），第13–14页。
77. ↑  Gunning （1994年），第61–65、143–144页；Musser （1994年），第239、240、254、272、290、292页。
78. ↑  Musser （1994年），第178页；Altman （2004年），第89–90页。
79. ↑  Hendricks （1966年），第123页。
80. ↑  Millard （1990年），第226页。Rausch （2004年）提到在这个过程中一个特殊的发明非常重要：“1908年，爱迪生带着新的名为Cinemaphone的设备出现，这个设备调节电影的速度来于留声机的速度匹配。”（第78页）其他任何爱迪生标准的传记提到这个名为Cinemaphone的设备。
81. ↑  Gomery （2005年），第27–28页。
82. ↑  Altman （2004年），第175–178页；Gomery （1985年），第54–55页：Gomery （2005年），第28–29页。

### 活动电影放映机电影
- 爱迪生国家历史网站 （页面存档备份，存于），共四部： （1893年）、（1894年）、（约1894年–95年）和。注意：《吻》（The Kiss，1896年）并不是为活动电影放映机拍摄的，而是为早期电影放映机而拍摄。
- 国会图书馆：从1891年到1895年的电影。